# باز هم فیلمی دیگر
باز هم فیلمی دیگر (به انگلیسی: Yet Another Movie) ششمین آهنگ آلبوم لغزش آنی در عقل از گروه موسیقی پراگرسیو راک انگلیسی پینک فلوید است که در سال ۱۹۸۷ منتشر شد.یک گزیده‌صدا از فیلم کازابلانکا نیز در این آهنگ قرار دارد.

## اجرای زنده
این آهنگ مابین سال‌های۱۹۸۷ - تا ۱۹۸۹ توسط پینک فلوید در هر کنسرتی اجرا می‌شد. سولوی لپ استیل گیتار پایان نسخه استودیویی آهنگ؛ در اجراهای زنده با سولوی گیتار معمولی که در اکتاو پایین تر نواخته می شد جایگزین شده بود. نسخه‌ی زنده این آهنگ در آلبوم صدای دلچسب رعد قرار دارد و در این آلبوم و در نسخه‌ی رمسترشده‌ی سال ۲۰۱۱ آلبوم لغزش آنی در عقل جدا از آهنگ «Round and Around» قرار گرفته است.
- دیوید گیلمور - خواننده،گیتارنواز،سینث‌سایزر،ماشین درام،کیبورد
- ریچارد رایت - سینث‌سایزر و خواننده زمینه
- تونی لوین - بیس گیتار
- باب ازرین - کیبورد